# Campeonato Europeo de Esgrima de 1992
El V Campeonato Europeo de Esgrima se realizó en Lisboa (Portugal) en 1992 bajo la organización de la Confederación Europea de Esgrima (CEE) y la Federación Portuguesa de Esgrima.

## Medallistas

### Masculino
| Evento             | Oro                        | Plata                          | Bronce                                                       |
| ------------------ | -------------------------- | ------------------------------ | ------------------------------------------------------------ |
| Florete individual | Michael Ludwig · Austria   | Márk Marsi · Hungría           | Laurent Bel · Francia · Ola Kaibjer · Suecia                 |
| Espada individual  | Michael Flegler · Alemania | Günter Krajewski · Alemania    | Reinhard Berger · Alemania · César González Llorens · España |
| Sable individual   | Raffaello Caserta · Italia | Jean-Philippe Daurelle Francia | György Boros · Hungría · Luigi Tarantino · Italia            |

### Femenino
| Evento             | Oro                       | Plata                       | Bronce                                                    |
| ------------------ | ------------------------- | --------------------------- | --------------------------------------------------------- |
| Florete individual | Sabine Bau · Alemania     | Aida Mohamed · Hungría      | Rozalia Husti · Alemania · Sofia Shesnovich · Bielorrusia |
| Espada individual  | Marina Várkonyi · Hungría | Elisabeth Knechtl · Austria | Laura Chiesa · Italia · Renate Riebandt-Kaspar · Alemania |

## Medallero
| Núm. | País        | Oro | Plata | Bronce | Total |
| ---- | ----------- | --- | ----- | ------ | ----- |
| 1    | Alemania    | 2   | 1     | 3      | 6     |
| 2    | Hungría     | 1   | 2     | 1      | 4     |
| 3    | Italia      | 1   | 0     | 2      | 3     |
| 4    | Austria     | 1   | 1     | 0      | 2     |
| 5    | Francia     | 0   | 1     | 1      | 2     |
| 6    | Bielorrusia | 0   | 0     | 1      | 1     |
| 6    | España      | 0   | 0     | 1      | 1     |
| 6    | Suecia      | 0   | 0     | 1      | 1     |
|      | TOTAL       | 5   | 5     | 10     | 20    |